# Ochotona rufescens
Thỏ cộc Afghanistan (Ochotona rufescens) là một loài động vật có vú thuộc Họ Ochotona của Bộ Thỏ. Chúng được tìm thấy ở Afghanistan, Iran, Pakistan và Turkmenistan và được liệt kê nó là loài ít quan tâm. Loài này được Gray mô tả năm 1842.

## Hình ảnh

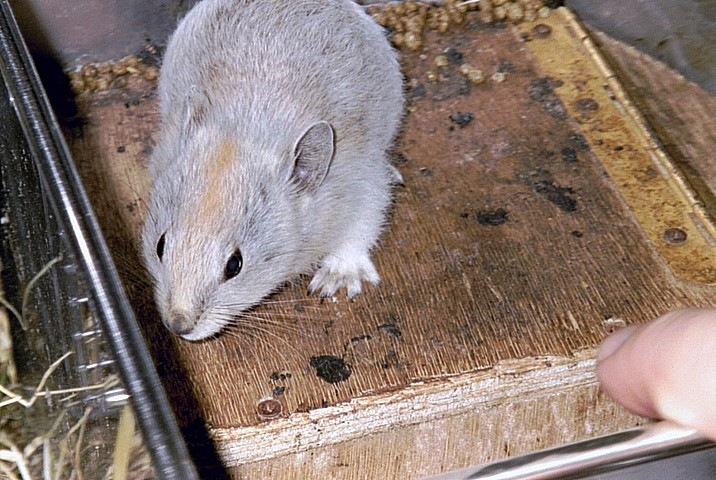